# Цифровий шредер
Цифровий шредер — спеціальне програмне забезпечення, призначення якого — безповоротнє знищення електронних документів, файлів і іншої цифрової інформації. Після роботи цифрових шредерів, у більшості випадків, знищену інформацію неможливо відновити, оскільки неможливість відновлювання видаленої інформації заздалегідь є одним з найважливіших критеріїв при створенні розробниками цього типу програмного забезпечення.
Також існують комп'ютерні віруси, головним інструментом яких є цифровий шредер. Їхньою метою є несанкціоноване видалення або конкретного файлу, або певного роду інформації, або ж усієї інформації, що зберігається на всіх фізичних носіях, приєднаних до комп'ютера.

## Найпоширеніші програми-шредери
- Migo Digital Shredder
- File Shredder
- Secure delete

## Цікаві факти
- У ранній бета-версії Windows 7 клік по MP3-файлу, замість того, щоб запускати відтворення композиції, спрацьовував як цифровий шредер. Пошкоджені файли було неможливо відновити.[1]